# James Hamilton (snowboardzista)
James Hamilton (ur. 7 czerwca 1989 w Takapunie) – nowozelandzki snowboardzista, olimpijczyk.
Zajął 22. miejsce w snowboardowej konkurencji half-pipe na igrzyskach w Vancouver. Na mistrzostwach świata najlepszy wynik uzyskał w 2009 roku w Kangwŏn, gdzie zajął 16. miejsce, również w tej konkurencji. Najlepsze wyniki w Pucharze Świata osiągnął w sezonie 2007/2008, kiedy to zajął 88. miejsce w klasyfikacji generalnej.

## Sukcesy

### Igrzyska olimpijskie
| Miejsce | Dzień     | Rok  | Miejscowość | Konkurencja | Zwycięzca   |
| ------- | --------- | ---- | ----------- | ----------- | ----------- |
| 22.     | 17 lutego | 2010 | Vancouver   | Halfpipe    | Shaun White |

### Mistrzostwa świata
| Miejsce | Dzień       | Rok  | Miejscowość | Konkurencja | Zwycięzca      |
| ------- | ----------- | ---- | ----------- | ----------- | -------------- |
| DNS     | 19 stycznia | 2007 | Arosa       | Big Air     | Mathieu Crepel |
| 47.     | 20 stycznia | 2007 | Arosa       | Halfpipe    | Mathieu Crepel |
| 16.     | 23 stycznia | 2009 | Kangwŏn     | Halfpipe    | Ryō Aono       |
| 46.     | 24 stycznia | 2009 | Kangwŏn     | Big Air     | Markku Koski   |

### Puchar Świata

#### Miejsca w klasyfikacji generalnej
- 2006/2007 – 135.
- 2007/2008 – 88.
- 2008/2009 – 89.
- 2009/2010 – 352.

#### Miejsca na podium
1. Valmalenco – 16 marca 2008 (halfpipe) – 3. miejsce